# Балка Водянська
Балка Водянська — балка (річка) в Україні у Київському районі Донецька Донецької області. Права притока річки Кальміус (басейн Азовського моря).

## Опис
Довжина балки приблизно 3,68 км, найкоротша відстань між витоком і гирлом — 3,36  км, коефіцієнт звивистості річки — 1,10 . Формується декількома балками та загатами.

## Розташування
Бере початок на південній околиці села Спартак у Путилівському лісі. Тече переважно на південний схід і біля Щегловського цвинтаря впадає у річку Кальміус.

## Цікаві факти
- На лівому березі балки розташована вугільна шахта «Бутівська» та 2 терикони[2].